# خلاف تسمية العناصر الكيميائية
خلاف تسمية العناصر الكيميائية هو خلاف جدلي ظهر ويظهر أثناء إطلاق تسمية نهائية معتمدة لبعض للعناصر الكيميائية المكتشفة.
عادة ما يطلق مكتشف العنصر التسمية ويعتمد من الاتحاد الدولي للكيمياء البحتة والتطبيقية (IUPAC)، وعلى هذا النهج جرى تسمية أغلب العناصر الكيميائية؛ إلا أن البعض منها كان لتسميتها خلاف في وجهات النظر وجدال.
على سبيل المثال، فإن الخلاف حول تسمية العناصر من 104 إلى 108 ظهر في بداية ستينات القرن العشرين إلى أن انتهى رسمياً سنة 1997، وقد دعي ذلك الجدل أحياناً في الأوساط العلمية باسم حروب الترانسفيريوم Transfermium Wars (حروب تسمية العناصر بعد الفيرميوم).

## اقرأ أيضاً
- جدول دوري
- الاتحاد الدولي للكيمياء البحتة والتطبيقية